# Liste des États insulaires
Pour un article plus général, voir État insulaire.
Un État insulaire est un État souverain ou non (associé, autonome...) dont le territoire est uniquement composé d'une ou plusieurs îles (on parle alors de territoire archipélagique) et qui n'est pas implanté sur une masse continentale.

## États insulaires souverains
Sur les 193 États membres des Nations unies, 47 sont considérés comme insulaires.

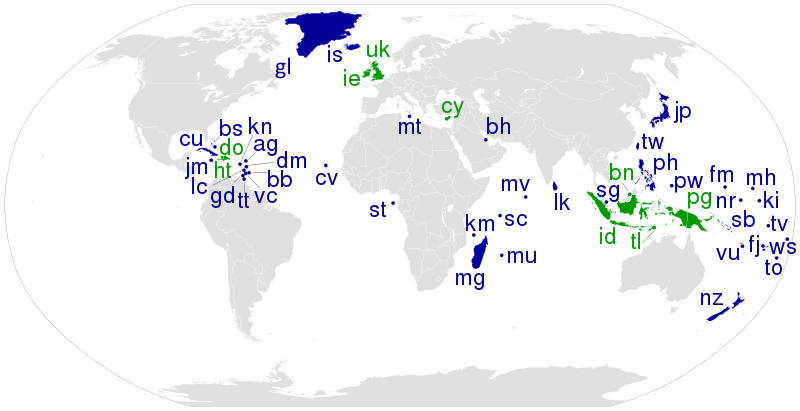
Carte des États insulaires

| - Antigua-et-Barbuda - Bahamas - Bahreïn - Barbade - Brunei - Cap-Vert - Chypre - Comores - Cuba - République dominicaine - Dominique - Fidji - Grenade - Haïti - Indonésie - Irlande | - Islande - Jamaïque - Japon - Kiribati - Madagascar - Maldives - Malte - Îles Marshall - Maurice - États fédérés de Micronésie - Nauru - Nouvelle-Zélande - Palaos - Papouasie-Nouvelle-Guinée - Philippines - Royaume-Uni | - Saint-Christophe-et-Niévès - Sainte-Lucie - Saint-Vincent-et-les-Grenadines - Îles Salomon - Samoa - Sao Tomé-et-Principe - Seychelles - Singapour - Sri Lanka - Taïwan - Timor oriental - Tonga - Trinité-et-Tobago - Tuvalu - Vanuatu |

## États insulaires non souverains et dépendances

### Dans l'océan Pacifique
- Niue : Territoire en libre association avec la Nouvelle-Zélande.
- Îles Mariannes du Nord : Commonwealth des États-Unis.
- Guam : Territoire non incorporé et organisé des États-Unis.
- Hawaï : État des États-Unis.
- Samoa américaines : Territoire non incorporé et non organisé des États-Unis.
- Île Baker : Territoire non organisé et non incorporé des États-Unis.
- Île Howland : Territoire non organisé et non incorporé des États-Unis.
- Île Jarvis : Réserve naturelle des États-Unis, intégrée au Pacific Remote Islands Marine National Monument.
- Atoll Johnston : Îles hawaïennes du Nord-Ouest, possession des Etats-Unis.
- Récif Kingman : Territoire non organisé des États-Unis.
- Îles Midway : Îles mineures éloignées des États-Unis.
- Atoll Palmyra : Réserve naturelle des États-Unis, intégrée au Pacific Remote Islands Marine National Monument.
- Wake (atoll) : Îles mineures éloignées des États-Unis.
- Polynésie française ; Collectivité d'outre-mer française.
  -  Archipel de la Société : archipel de Polynésie française.
  -  Îles Tuamotu : archipel de Polynésie française.
  -  Îles Gambier : archipel de Polynésie française.
  -  Îles Australes : archipel de Polynésie française.
  -  Îles Marquises : archipel de Polynésie française.
- Wallis-et-Futuna : Collectivité d'outre-mer française.
- Île Clipperton : Collectivité d'outre-mer française.
- Moluques du Sud : État non reconnu internationalement.
- Nouvelle-Guinée occidentale : Territoire sans aucun statut officiel
- Île Norfolk : Territoire autonome associé à l'Australie.
- Nouvelle-Calédonie : Collectivité française.
- Tokelau : Territoire de la Nouvelle-Zélande.
- Îles Cook : État en libre association avec la Nouvelle-Zélande.
- Îles Chatham : Autorité territoriale de la Nouvelle-Zélande.
- Bougainville : Territoire de la Papouasie-Nouvelle-Guinée.
- Bangsamoro : Région autonome des Philippines.

### Dans l'océan Indien
- Îles Ashmore-et-Cartier : Territoire extérieur de l'Australie.
- Île Christmas : Territoire extérieur de l'Australie.
- Îles Heard-et-MacDonald : Territoire extérieur de l'Australie.
- Îles Cocos : Territoire extérieur de l'Australie.
- Rodrigues : Région d'outre-mer de Maurice, autonome depuis le 12 octobre 2002.
- La Réunion : Région et département français d'outre mer.
- Mayotte : Région et département français d'outre-mer. Revendiquée par l'union des Comores.
- Terres australes et antarctiques françaises (TAAF). Collectivité française.
  -  Îles Kerguelen : Terres australes et antarctiques françaises (TAAF).
  -  Archipel Crozet : Terres australes et antarctiques françaises (TAAF).
  -  Îles Saint-Paul et Amsterdam : Terres australes et antarctiques françaises (TAAF).
  -  Îles Éparses de l'océan Indien : Terres australes et antarctiques françaises (TAAF).
- Gouvernement révolutionnaire de Zanzibar : Entité administrative autonome de la Tanzanie.
- Archipel des Chagos, Territoire britannique de l'océan Indien

### Dans la mer des Caraïbes
- Îles Vierges des États-Unis : Territoire non incorporé et organisé des États-Unis.
- Porto Rico : Commonwealth des États-Unis.
- Île de la Navasse : Territoire non incorporé et non organisé des États-Unis.
- Martinique : Région et département français d'outre mer.
- Guadeloupe : Région et département français d'outre mer.
- Saint-Martin : Collectivité d'outre-mer française.
- Saint-Barthélemy : Collectivité d'outre-mer française.
- Aruba : État autonome du royaume des Pays-Bas.
- Bonaire : Commune néerlandaise à statut particulier.
- Curaçao : État autonome du royaume des Pays-Bas.
- Saba : Commune néerlandaise à statut particulier.
- Saint-Eustache : Commune néerlandaise à statut particulier.
- Saint-Martin : État autonome du royaume des Pays-Bas.
- Îles Caïmans : Territoire britannique d'outre-mer.
- Anguilla : Territoire britannique d'outre-mer.
- Montserrat : Territoire britannique d'outre-mer.
- Îles Turques-et-Caïques : Territoire britannique d'outre-mer.
- Îles Vierges britanniques : Territoire britannique d'outre-mer.
- Niévès : État Autonome de Saint-Christophe-et-Niévès.
- Tobago : Région Autonome de Trinité-et-Tobago.

### Dans l'océan Atlantique
- Îles Féroé : Pays constitutif du Royaume du Danemark.
- Groenland : Pays constitutif du Royaume du Danemark.
- Saint-Pierre-et-Miquelon : Collectivité d'outre-mer française.
- Île Bouvet : Dépendance de la Norvège.
- Île Jan Mayen : Territoire de la Norvège administrée par le Comté de Nordland.
- Svalbard : Territoire sous souveraineté norvégienne.
- Açores : Région autonome du Portugal.
- Madère : Région autonome du Portugal.
- Bermudes : Territoire britannique d'outre-mer.
- Malouines : Territoire britannique d'outre-mer, revendiqué par l'Argentine.
- Géorgie du Sud-et-les îles Sandwich du Sud : Territoire britannique d'outre-mer, revendiqué par l'Argentine.
- Sainte-Hélène, Ascension et Tristan da Cunha : Territoire britannique d'outre-mer.

### Dans la mer Méditerranée
- Chypre du Nord : République auto-proclamée à gouvernement pro-turc.
- Akrotiri et Dhekelia : Bases militaires souveraines du Royaume-Uni.

## Micronationsinsulaires
- Forvik, île de l'archipel britannique des Shetland.
- Îles du Frioul, archipel français.
- Île d'Or, île française.
- Île de la Rose, île artificielle en Italie (du 1er mai au 24 juillet 1968).
- Islands of Refreshment, îles britanniques de l'archipel Tristan da Cunha.
- Lundy, île britannique.
- Dominion du Melchizedek, sur l'atoll Bokak dans les îles Marshall.
- République de Minerva, sur 2 atolls revendiqués par Fidji et Tonga.
- New Atlantis, barge dans les eaux internationales au large de la Jamaïque.
- Royaume de Redonda, île appartenant à Antigua-et-Barbuda.
- Waveland, sur Rockall, rocher britannique revendiqué par le Danemark, l'Irlande et l'Islande.
- Principauté de Sealand, sur la plate-forme militaire désaffectée de fort Roughs .
- Tavolara, île italienne.
- Trindade et Martin Vaz, archipel brésilien.